# 1204 en santé et médecine
| Années de la santé et de la médecine : 1201 - 1202 - 1203 - 1204 - 1205 - 1206 - 1207    |
| Décennies de la santé et de la médecine : 1170 - 1180 - 1190 - 1200 - 1210 - 1220 - 1230 |

Cet article présente les faits marquants de l'année 1204 en santé et médecine.

## Événements

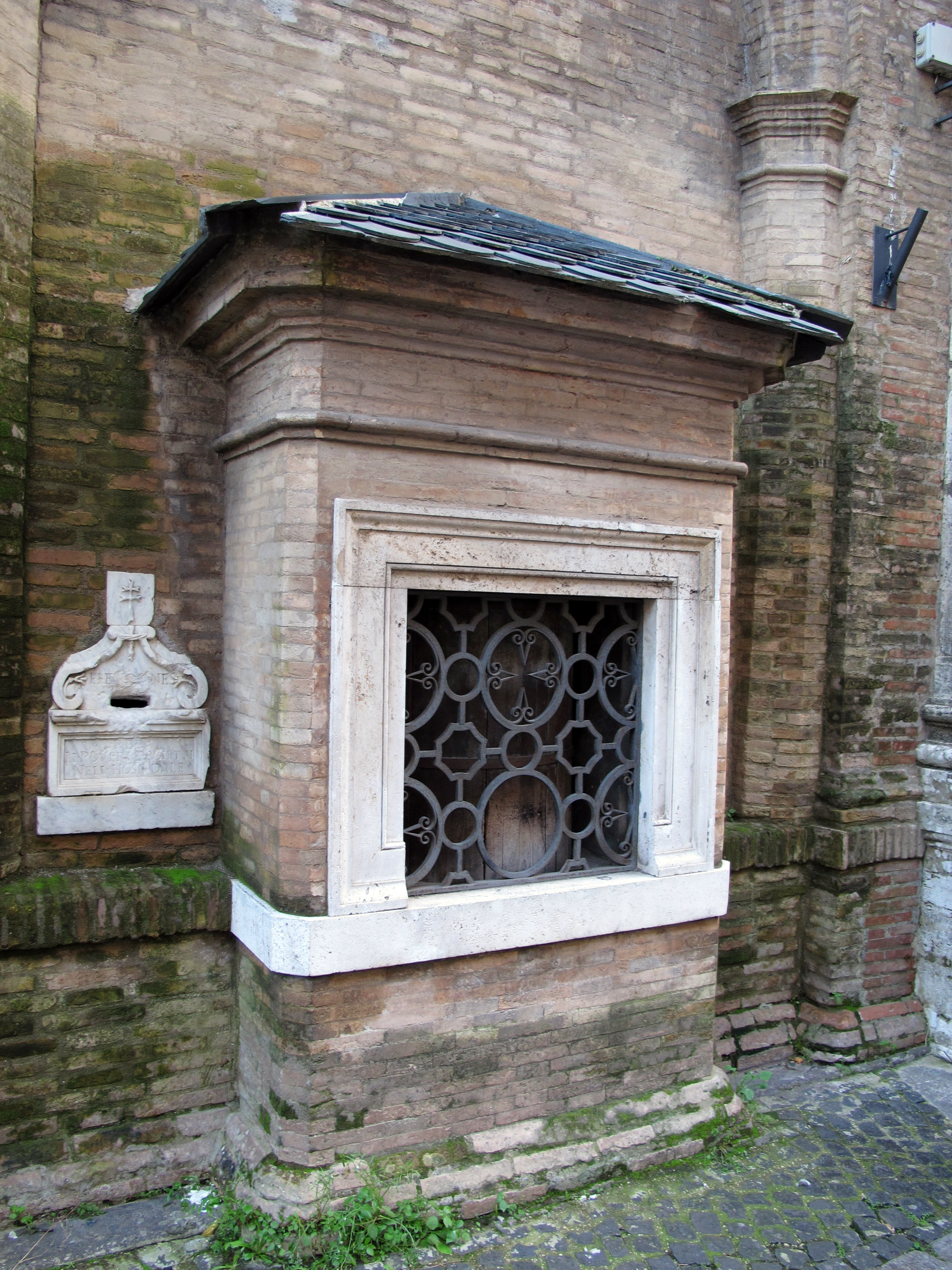
Rome
Hôpital du Saint-Esprit
Le tour d'abandon

- Janvier-mai : causées par la sécheresse et les fortes chaleurs, « la famine et la mortalité [sont] très grandes en Angleterre, en France, en Espagne et en Italie[1] ».
- 13 mai : le pape Innocent III « prend sous la protection du Saint-Siège » l'hôpital de Zurich, fondé par Berthold V, duc de Zähringen[2].
- Fondation par Eudes III, duc de Bourgogne, de l'hôpital de Dijon, d'abord confié aux frères de l'ordre du Saint-Esprit, associé au XVIe siècle à l'hôpital Notre-Dame de la Charité et élevé en 1669 au rang d'hôpital général, devenu hôpital du Bocage le 1er décembre 1962, hôpital François-Mitterrand le 6 juillet 2015 et intégré au CHU de Dijon-Bourgogne[3],[4],[5].
- Fondation à Tonnerre, par le même Eudes III, duc de Bourgogne, d'un hôpital également confié aux hospitaliers du Saint-Esprit[6].
- Le pape Innocent III, confie à Guy de Montpellier, fondateur de l'ordre des Hospitaliers du Saint-Esprit, l'hôpital Santa Maria de Sassia qu'il vient de faire reconstruire[7] et qu'il dote d'un des premiers tours d'abandon connus[8].
- Dans une charte de Robert Ier, première mention de l'hôtel-Dieu d'Alençon[9].
- Première mention de l'aumônerie séculière Saint-James à Niort, dans le Poitou, vouée à l'accueil « des pèlerins, des pauvres et des malades » et qui sera rattachée à l'hôpital en 1681[10].
- Vers 1204 : fondation de la maladrerie Saint-Lazare à Saint-Quentin, dans le Vermandois[11].

## Décès
- 13 décembre : Maïmonide (né en 1138), philosophe et médecin juif andalou, médecin, à Damas, du fils de Saladin, Al-Afdhal, à la demande duquel il rédige la plupart de ses traités médicaux, dont le Traité sur l'asthme et la Guérison par l'esprit[12].